# Страйк
Страйк (від англ. strike) — організоване масове або часткове припинення роботи чи інша протидія працівників нормальному (традиційному) перебігу виробничого процесу з метою домогтися виконання певних вимог.
Згідно із законом України «Про порядок вирішення колективних трудових спорів (конфліктів)», «Страйк — це тимчасове колективне добровільне припинення роботи працівниками (невихід на роботу, невиконання своїх трудових обов'язків) підприємства, установи, організації (структурного підрозділу) з метою вирішення колективного трудового спору (конфлікту)».
Право на страйк офіційно визнано Європейською соціальною хартією, що була прийнята Радою Європи 18 жовтня 1961 р. Європейська соціальна хартія прямо визнала право на страйк: статтею 6 Хартії, зокрема, встановлено, що з метою забезпечення ефективного здійснення права на укладання колективних договорів Сторони визнають право працівників і роботодавців на колективні дії у випадках конфліктів інтересів, включаючи право на страйк, з урахуванням зобов'язань, які можуть випливати з раніше укладених колективних договорів.

## Трактування терміна
Страйк, одна з форм розв'язання конфлікту між працівниками і працедавцями, яка полягає в тимчасовому колективному припиненні праці з метою домогтися поліпшення умов праці або протесту проти їх погіршення, проти запровадження механізації й автоматизації праці (це призводить до масового скорочення штату працівників), солідарності з іншими страйкарями тощо. Форми страйку різноманітні: повне або часткове припинення праці, праця за правилами (формальне виконання обов'язків), уповільнення праці, сидячий та італійський страйк (різке зниження темпу праці, а то й цілковите її припинення при залишенні на робочих місцях). Розрізняють локальні страйки (на одному підприємстві чи в одному районі), галузеві, що охоплюють якусь галузь господарства і загальні (генеральні), що охоплюють всю країну.
Страйки часто супроводжуються демонстраціями, пікетуванням (охороною) підприємств від штрейкбрехерів, захопленням підприємств працівниками. Все це призводить до сутичок з поліцією і може обернутися на бунт, а то й на збройне повстання, особливо в умовах тоталітарного режиму.
Нинішні страйки не є класовими конфліктами і в промислово розвинених країнах переважно не зумовлені крайніми життєвими потребами, якими вони були на початку 20 ст. і в 19 ст. Тепер страйкують не тільки робітники й службовці заводів, а й державні службовці, адвокати, лікарі і навіть поліцейські, домагаючись підвищення зарплати для зрівняння з працівниками ін. галузей господарства, а то й тому, що підприємці якоїсь галузі за даної кон'юнктури мають великі зиски.
Хоч економічні моменти відігравали і відіграють панівну роль, в історії страйків, були і є страйки, які поєднують економічну і політичну мету, або й такі, де політ. мета переважає, оскільки політ. партії завжди намагаються мати на страйки свій вплив. Але не зважаючи на свою початкову стихійність, страйки були колискою організованості тих хто є найманими працівниками і, зокрема, спричинили виникнення професійних спілок, що потім перебрали на себе роль посередників поміж працедавцями і працівниками та, зокрема, й саму організацію і керування страйками. Нині страйки, що виникають без санкції відповідної профспілки, вважаються дикими страйками (вони бувають малоуспішними).

## Різновиди
- Наступальний страйк — страйк, при якому страйкарі вимагають поліпшення умов свого життя і роботи.
- Оборонний страйк — страйк, при якому страйкарі опираються погіршенню умов життя і роботи.
- Політичний страйк — страйк, при якому працівники висувають вимоги політичного характеру (зміна уряду, зміна законодавства тощо). В силу свого характеру зазвичай досягає загальнонаціональних масштабів і стає важливим фактором в переломні моменти політичного життя суспільства й історії (приклад — Всеросійський жовтневий політичний страйк 1905 року).
- Польський страйк (званий також окупаційний) — захоплення підприємства самими робітниками. Назву отримав через те, що вперше увійшов у практику в Польщі.
- Італійський страйк — протест, що полягає в пунктуальному виконанні працівниками своїх посадових інструкцій, аж до безглуздих параграфів. Зазвичай такий протест викликає істотне падіння продуктивності праці.
- Підземний страйк (невихід з шахти) — страйк, застосовуваний шахтарями. Страйкарі спускаються в шахту і не виходять.

## Україна в Російській Імперії
В Україні (як і в усій тодішній Російській Імперії) перші стихійні страйки мали характер бунтів. До скасування кріпаччини (1861) селяни-кріпаки, які працювали на дьогтьових, поташних, селітрових, горілчаних, соляних, суконних та інших поміщицьких і казенних підприємствах, на оборону своїх прав застосовували різноманітні форми боротьби: подання скарг, відмова виконувати роботу, втеча з підприємства, руйнування чи підпал промислового підприємства, побиття фабричної адміністрації. Особливо помітним на той час було повстання у 1798 робітників і посесійних селян Глушківської мануфактури, в якому взяло участь близько 9 000 осіб, що вимагали підвищення винагороди і полегшення фабричної панщини. Повстання було придушене військом, а його керівники заслані на каторжні роботи. Відомі виступи вільнонайманих друкарів Києво-Печерської Лаври (1805; їм підвищено платню) та робітників-селян Писарівської (1817) та Машівської (1823) суконних мануфактур.
Першим значним організованим виступом робітників по селянській реформі 1861 був страйк на Грудецькому цукровому зав. (Кам'янець Подільський пов.) у 1868. За того ж часу страйки відбувалися переважно на інтенсивній тоді будові залізниць. Усього протягом 1860—1894 відбулося 149 страйків і заворушень, у яких взяло участь 44 000 осіб, тоді як протягом лише одного наступного п'ятиріччя (1895—1899) відбулося 212 страйків з участю 120 100 працівників. Страйки, спершу часто місцеві й спонтанні, набирали з часом, не зважаючи на терор поліції, дедалі масовішого характеру. Загальний страйк на півдні Російської Імперії (вимоги підвищення платні і введення 8-годинного робочого дня) у липні-серпні 1903 охопив майже всю Україну; одночасно страйкувало близько 150000 робітників; внаслідок придушення страйку було близько 100 убитих, 500 поранених і понад 2 000 заарештованих. За революції 1905—1907 страйками були охоплені майже всі міста України.
Піднесення страйкового руху ставалося за роки першої світової війни. За УНР відбувся загально-український страйк залізничників, інспірований і керований комуністами.
На окрему увагу заслуговують селянські страйки і заворушення. Найвизначнішим з них було селянське заворушення у Полтавській і Харківській губерніях 1902 року. Причиною їх були обтяжливі викупні платежі, численні податки і масове безземелля. Вони були придушені військом, 836 селян засуджено на різні строки ув'язнення, з селян стягнено на користь поміщиків 800 000 карбованців контрибуції. Це заворушення викликало ряд інших селянських заворушень у Київській, Чернігівській, Катеринославській та інших губерніях.

## Захід України (західноукраїнські землі)
На Західній Україні (в Галичині, на Буковині й Закарпатті) до страйків дійшло щойно з 1870-х pp. Через недостатню індустріалізацію і нечисленність міського робітництва це були насамперед селянські страйки. Спершу спорадичні і неорганізовані акції сільськогосподарських робітників і сільської бідноти за покращення винагороди за працю на панських маєтках, 1902 набрали форму масового страйку, організованого українськими політичними партіями (страйкувало близько 200 000 осіб — перший масовий сел. страйк в Європі) і змусили поміщиків до поступок. Менші селянські страйки виникли 1901—1902 на Закарпатті і Буковині та новий страйк у Галичині 1906 (докладніше див. Селянські страйки в Галичині на поч. 20 ст.). Пізніші страйки не набирали вже такої сили. Зі селянськими страйками споріднені місцеві страйки лісових робітників (ними були селяни) за підвищення платні.
Перші страйки міських робітників на Зах. Укр. Землях датуються 1870-ми роками (страйки львівських друкарів, пекарів тощо); за п'ятиріччя 1895—1899 в Галичині відбулося 35 страйків з участю 3 350 осіб (числа для Центральних і Східних земель: 212 і 121 000). Ін. більші страйки — Бориславський (1904), будівельників на Буковині (1904).
У 1920—1930-х pp. кількість страйків на західноукраїнських землях (у кордонах Польщі, Румунії й Чехо-Словаччини) була незначна і мала місцеве значення. Слаба індустріалізація й аграрне перенаселення, загальне зубожіння, економічні кризи (1921 — 23 і 1929 — 33) і безробіття не давали шансів на успіхи страйків. Деякі з них: страйк залізничників у Галичині 1921 (ними були переважно поляки і страйк був частиною загальнопольським), страйки на кількох заводах у Львові (1929, 1936), сільськогосподарські страйки в кількох пов. (1937), страйки лісових робітників на Закарпатті.

## СРСР
У СРСР страйки офіційно не визнавалися як форма розв'язання конфлікту між працівником й працедавцем і кваліфікувалися як ворожі антирадянські виступи. У трудовому законодавстві про них немає згадки; таким чином, вони офіційно не заборонені. Згідно з радянською пропагандою, у СРСР була відсутня соціальна база для виникнення страйкового руху, бо ніби «сама держава захищає права трудящих, висловлюючи у своїх законах інтереси народу» (Статут профспілок СРСР). Таким чином, радянські профспілки офіційно відмовлялися від страйків.
Все ж страйки у СРСР відбувалися, тільки не як розрахована організована акція тиску працівників на працедавця, а як крайня спонтанна акція протесту проти особливо дошкульних надуживань влади. Випадки страйків у СРСР влада ретельно приховувала з міркувань престижу. Методи ліквідації страйків були мирні і військові. Мирні — працедавець-держава погоджувалася задовольнити всі вимоги страйкарів. Але згодом ці поступки зводилися нанівець іншими заходами держави, а організаторів страйку пізніше репресували під різними приводами. Коли ж вимоги страйкарів через будь-які причини не задовольнялися і страйки перекидалися на інші підприємства та починаються демонстрації протестів, тоді страйки придушували силою.
Після смерті Сталіна хвиля страйків прокотилася у концтаборах: у Норильську (7 травня — 2 серпня 1953), на Воркуті (липень-серпень 1953), у Темір-Тау та інших місцях; у них брало участь багато українців. Основні вимоги страйкарів: зменшення робочого дня з 12 до 9 годин, припинення морення голодом в'язнів, видалення з таборів стукачів і сексотів, скасування лімітів на листування і побачення з рідними, гарантії від пострілів охорони на в'язнів та ін. Всі ці страйки і заворушення придушено військовою силою з великою кількістю жертв.
Новочеркаський страйк (1962) почався на електровозобудівному заводі й поширився на інші підприємства з тієї причини, що декретоване в усьому СРСР підвищення цін на м'ясо і масло збіглося з місцевим зниженням відрядних розцінок на 30 %. Страйк придушено військовою силою. У результаті 70 — 80 осіб убито і багато поранено. Родини убитих і поранених, а також багатьох інших демонстрантів вивезено без суду на Сибір; 9 осіб засуджено до розстрілу, багато інших на ув'язнення.
Робітничий бунт у Прилуках Чернігівської області (1967) був викликаний тим що 8 жовтня натовп із 500 чоловік напав на міський відділ міліції. Причина: провокаційні чутки про те, що міліціонери вбили громадянина, який фактично вмер від прогресувального менінгіту. Зброя не застосовувалась, жертв не було, 10 чоловік притягнуті до кримінальної відповідальності.
Через те, що страйки в СРСР суворо каралися, вони виникали лише у випадках крайнього розпачу. Але працівники для захисту своїх інтересів мали інший засіб, який за своєю ефективністю не поступався страйкам — це плинність робочої сили. Він полягав в тому, що кожен, хто чимось не задоволений роботою (низька зарплата, брак житла, дитячих ясел, погане ставлення адміністрації), може її залишити і шукати собі іншу. Цей засіб працівники в СРСР використовували дуже широко, особливо в тих районах СРСР, де не було безробіття. У промисловості СРСР протягом року міняли роботу 10 — 12 % робітників кадрового складу. На підшукання нової роботи витрачалося в середньому близько 30 днів. За даними радянської економічної літератури, різні втрати СРСР в результаті плинності робочої сили в промисловості становили щорічно 100 млн. чоловіко-днів. А за тими ж даними 6 промислово-розвинутих країн (США, Велика Британія, Франція, Федеративна Республіка Німеччина, Італія і Японія) разом мали втрат від страйків у 1960 році — 50 млн., а в 1962 році — 55 млн. чоловіко-днів.
Література: Туган-Барановский М. Основи политической экономии. П. 1915; Стадник А., Прохоренко М. Профсоюзы Украины до великой октябрьской социалистической революции. М. 1959; З історії зах.-укр. земель, 1 — 2 тт. К. 1960; Hayenko F. The Fluctuation of Manpower in the USSR. Bulltin, ч. 9. Мюнхен 1964; Hayenko F. Trade Unions and Labor in the Soviet Union. Мюнхен 1965; Історія робітничого класу Укр. РСР, тт. 1 — 2. К. 1967.

## Україна
Право на страйк як форму вільного волевиявлення громадян гарантоване Конституцією України. У той же час, існують певні обмеження щодо участі в страйку (так, страйкувати не можуть, зокрема, працівники правоохоронних органів).
З іншого боку, примушування до участі у страйку або перешкоджання участі у страйку шляхом насильства чи погрози застосування насильства або шляхом інших незаконних дій в Україні передбачає кримінальну відповідальність.

## Страйки в Україні
Державне статистичне спостереження «Обстеження підприємств із питань статистики праці», по юридичних особах і відокремлених підрозділах юридичних осіб із кількістю найманих працівників 50 і більше осіб надає інформацію про страйки в Україні у 2014—2017 рр.
| Рік  | Кількість підприємств та організацій, на яких відбулися страйки | Кількість працівників, які брали участь у страйках, тис. осіб | Кількість невідпрацьованих годин у середньому на одного працівника, який брав участь у страйку |
| ---- | --------------------------------------------------------------- | ------------------------------------------------------------- | ---------------------------------------------------------------------------------------------- |
| 2017 | 23                                                              | 2,1                                                           | 66                                                                                             |
| 2016 | 0                                                               | 0                                                             | 0                                                                                              |
| 2015 | 5                                                               | 0,9                                                           | 133                                                                                            |
| 2014 | 5                                                               | 1,6                                                           | 194                                                                                            |